# Memorial Rik Van Steenbergen 2011
Il Memorial Rik Van Steenbergen 2011, ventunesima edizione della corsa, valido come evento dell'UCI Europe Tour 2011 categoria 1.1, si svolse il 7 settembre 2011 per un percorso di 189,6 km. Fu vinto dall'olandese Kenny van Hummel, che terminò la gara in 4h30'08" alla media di 42,11 km/h.
Furono 131 in totale i ciclisti che portarono a termine il percorso.

## Classifica (Top 10)
| Pos. | Corridore           | Squadra       | Tempo    |
| ---- | ------------------- | ------------- | -------- |
| 1    | Kenny van Hummel    | Skil-Shimano  | 4h30'08" |
| 2    | André Greipel       | Omega Pharma  | s.t.     |
| 3    | Denis Galimzjanov   | Katusha       | s.t.     |
| 4    | Stefan van Dijk     | Ver. Willems  | s.t.     |
| 5    | Aidis Kruopis       | Landbouwkred. | s.t.     |
| 6    | Jaŭhen Hutarovič    | FDJ           | s.t.     |
| 7    | Kevin Peeters       | Landbouwkred. | s.t.     |
| 8    | Michael Van Staeyen | Topsport Vl.  | s.t.     |
| 9    | Borut Božič         | Vacansoleil   | s.t.     |
| 10   | Daniel Schorn       | Team NetApp   | s.t.     |